# Josep Maria Sánchez Boix
Josep Maria Sánchez Boix, que firmaba simplemente como Boix, es un entintador y dibujante de cómic español, que colaboró en las producciones de su hermano Guillermo Sánchez Boix, alias Boixcar, así como en la colección de novelas gráficas "Brigada Secreta", siempre para Ediciones Toray.

## Obra
| Años | Título                          | Guionista        | Tipo                       | Publicación               |
| ---- | ------------------------------- | ---------------- | -------------------------- | ------------------------- |
| 1948 | Hazañas Bélicas                 |                  | Serial                     | Toray                     |
| 1951 | Hombres del Mar                 |                  | Serial                     | Toray                     |
| 1955 | El mundo futuro                 | VV. AA.          | Serial                     | Toray                     |
| 1962 | El misterio del monigote loco   | Eugenio Sotillos | Historieta de la colección | "Brigada Secreta" núm. 2  |
| 1963 | El asesino de los ojos de plata | Alex Simmons     | Historieta de la colección | "Brigada Secreta" núm. 8  |
| 1963 | Trampa para un tonto            | Eugenio Sotillos | Historieta de la colección | "Brigada Secreta" núm. 24 |